# Artàxides
|  | Per a altres significats, vegeu «Artàxides d'Ibèria». |

Els artàxides foren una dinastia que va governar l'Armènia Sofene, de fet des del 200 aC i de dret des del 188 aC. El seu fundador fou Artaxias o Artaxes I. Fou deposada pels romans breument el 34 aC (en favor d'un fill de Marc Antoni i Cleòpatra) i després l'any 2 dC), i encara que va recuperar el poder amb la reina Erato, va acabar el 14 dC.

## Accés al poder
Orontes IV, darrer rei de la dinastia oròntida, va començar a tenir problemes amb la noblesa. El rei selèucida Antíoc III el Gran, que aspirava a controlar Armènia, va donar suport a dos prínceps que encapçalaven l'oposició al rei: Artaxes o Artàxies (que es creu que governava un principat a la zona del llac Sevan) i Zariadris (segurament príncep de la Sofene) que van iniciar una revolta amb suport d'altres prínceps.
Les tropes d'Artàxies van avançar des del nord del llac Sevan fins al Llac Van i van trobar a les forces dels reis oròntides i els prínceps que li donaven suport prop d'Ervandavan a la vora del riu Akhurian, relativament prop de la capital. Orontes va patir una derrota amb fortes pèrdues i va fugir a Ervandashat perseguit pel general Simbaci, fidel d'Artàxies (probablement abans era un dels generals del rei). Les forces de Simbaci van saquejar la capital i un soldat va matar a Orontes. Llavors Artàxies va avançar cap a Bagaran, darrer reducte important dels fidels d'Orontes, i allí va derrotar, capturar i matar a Ervaz, germà d'Orontes. Artàxies va concedir Bagaran a Simbaci en recompensa per la seva lleialtat. Així el regne i la dinastia oròntida van arribar al final 190 aC). Artàxies fou reconegut pels selèucides (Antíoc III) com a sàtrapa d'Armènia; Zareh (Zariadris) com a sàtrapa de la Sofene (Dsopk) i un nebot de nom Mitridates fou designat sàtrapa d'Armènia Menor.
Tanmateix, l'imperi selèucida ja començava a donar signes de descomposició i debilitat. El 192 aC l'ofensiva romana va derrotar per dues vegades a la flota selèucida de l'almirall Polonèxides i la va destruir mentre l'exèrcit romà avançava per l'Àsia Menor. El desembre del 190 aC, poc després del triomf rebel a Armènia, les forces d'Antíoc III foren derrotades a la batalla de Magnèsia del Sipilos. La pau d'Apamea del 188 aC, que va posar final a la guerra, va forçar als selèucides a retirar-se d'Europa i de l'Àsia Menor. En aquest acord de pau el Senat romà acordava reconèixer la sobirania sobre l'Armènia Major a Artàxies i sobre la Sofene a Zariadris (Zareh). Per pagar la indemnització de guerra Antíoc va haver de recórrer al saqueig de temples u va morir en un d'ells, el del temple de Belo a l'Elimaida (187 aC) i el va succeir el seu fill gran Seleuc IV Filopàtor. La successió va comportar la habitual inestabilitat. Una eventual amenaça selèucida a Armènia quedava descartada i així els seus tres sàtrapes van reforçar el seu poder; esperaven a més que la cooperació amb Roma els afavoriria davant el naixent poder dels parts a l'est, tot i conservant bones relacions amb Antíoc. Artàxies heretava les estructures del regne que continuaven des de Urartu amb la superposició dels elements aquemènides, i les va conservar. La cort reial (arkuniq) assessorava al rei en determinats afers i estava formava per consellers, familiars i els nobles més fidels. Les dignitats principals eren exercides pels nobles (els nakharark) hereditaris en el seu territori i els oficis de la cort dels quals van esdevenir també hereditaris. Els nakharark rarament estaven units, i la geografia del país facilitava a vegades la seva decantació cap a interessos locals (polítics, comercials, a vegades regionals, o de llaços amb altres nakharark dits khnamiutiun) i a vegades cap els interessos de la monarquia, segons les circumstàncies del moment o les del lloc de govern. No obstant la millora de l'economia reforçava la centralització del poder, si bé el rei havia de tenir l'habilitat de respondre a molts interessos contraposats dels nakharark. La població es dividia en els homes lliures, els mig lliures (Kisakakhial) i esclaus.
Artàxies va construir una nova capital, Artàxata, símbol del seus estatus reial. La ciutat fou el principal centre polític, administratiu, econòmic i cultural i la seva situació la feia optima per les rutes de comerç internacional. Les terres es dividien en les reials i les que eren concedides als nakharark i als servidors fidels. Els principats (nakharark) eren governats pel cap de la casa i pels seus fills i les dones no tenien participació ni dret d'herència i es limitaven als afers domèstics. Una institució important eren els temples religiosos dedicats a les deïtats: Anahit, Vahagn, Aramazt, Naneh i altres; els líders religiosos eren els kurms dirigits per un krmapet, generalment membres de la família reial; era habitual el culte als avantpassats però Artàxies va introduir el culta al propi rei, si bé sense ser deïficat; els temples gaudien de certa autonomia i a vegades són esmentats com tacharayin kaghakner (temple ciutats), ja que tenien autosuficiència econòmica. Els pagesos eren lliures i els esclaus eren posseïts principalment per les cases nobles i els temples i pel palau i l'estat. Artàxies va crear quatre divisions militars, els anomenats bdeashkhs (vitaxats) de nomenament reial; dins dels vitaxats hi havia les seves divisions administratives. Els vitaxes aleshores no eren hereditaris però van rebre importants donacions de terres, i progressivament van quedar integrats en el sistema de nakharark i esdevindran hereditaris.
Artàxies va fer algunes campanyes a Mèdia Atropatene, Aghuània i Ibèria però no va poder annexionar Armènia Menor, que havia passat sota control dels reis del Pont (per l'aliança de Mitridates d'Armènia Menor amb el rei del Pont), ni la Sofene. Entre Roma i Pàrtia va optar per la primera. vers el 180 aC va signar un tractat amb Zariadris de Sofene, però aquest regne va refusar participar en les campanyes d'Artàxies I i la cooperació fou limitada. El Pont (reis Mitridates III i Farnaces) van mantenir una propera aliança amb els selèucides mentre que Capadòcia ho va fer amb els romans. Artàxies va haver de mantenir bones relacions amb el Pont per conservar els accessos als ports de la Mar Negra, que eren vitals per la seva economia; també volia mantenir influència a Armènia Menor on Mitridates mantenia una aliança ferma amb Farnaces I del Pont. Finalment però les tensions van esclatar i van esclatar guerres (183-179 aC) en la que Armènia i Sofene van estar oposats al Pont i a Roma.
Artàxies I va decidir anar a una guerra preventiva contra un eventual perill selèucida i el 168 aC va llançar una sèrie d'atacs cap al sud en direcció a Mesopotàmia contra Antíoc IV Epifanes. Aquest va atacar Sofene i va seguir cap a Armènia Major. Artàxies va haver de defensar la capital per conservar el país. El 165 aC Antíoc va fer un intent final d'envair Pàrtia però va fracassar; les crisis internes el van debilitar en el moment en què els arsàcides parts s'estaven consolidant a Ctesifont. La dissolució de l'Imperi Selèucida va provocar un buit de poder que va aprofitar el part Mitridates I el Gran (rei 171 a 138 aC) i després Mitridates II (rei 123-87 aC) per expandir el seu domini per Mesopotàmia i establir-se com a gran poder regional enfront de l'altre poder emergent, el romans.
Artàxies va morir el 160 aC deixant sis fills: Artavasdes, Vruir, Mazhan, Zareh, Tiran i Tigran (Tigranes I); aquest darrer el va succeir.

## Reis artàxides
- Artaxes I 189-159 aC (200-189 sparapet o estrateg)
- Tigranes I (fill) 159-123 aC
- Artavasdes II (fill) 123-95 aC
- Tigranes II el gran (fill o nebot) 95-55 aC
- Artavasdes III (fill) 55-34 aC (+31 aC)
- Alexandre Heli (fill de Marc Antoni) 34-33 aC
- Artaxes II (fill d'Artavasdes II) 33-20 aC
- Tigranes III (germà) 20-12 aC
- Tigranes IV (fill) 12-5 aC i 4 aC-1 dC
- Erato (germana i muller) 4-14 dC
- Artavasdes IV (fill d'Artaxes II) 5-4 aC)
- Artavasdes V (pretendent) 1-2
- Ariobarzanes (fill d'Artabaces, rei d'Atropatena) 2-4
- Artavasdes VI (fill) 4-6
- Tigranes V (fill) 6-10